# Gijs Van Hoecke
Gijs Van Hoecke (* 12. November 1991 in Gent) ist ein belgischer Radrennfahrer.

## Sportliche Laufbahn
2007 wurde Gijs Van Hoecke belgischer Meister im Zweier-Mannschaftsfahren der Jugend, mit Moreno De Pauw. 2008 holte er vier belgische Junioren-Titel und wurde in Kapstadt Vize-Weltmeister der Junioren im Zweier-Mannschaftsfahren, mit Tosh Van der Sande. 2009 wurde er wiederum Belgischer Meister der Junioren im Omnium, gewann den Giro della Toscana und wurde in Moskau Junioren-Vize-Weltmeister im Zweier-Mannschaftsfahren, gemeinsam mit Jochen Deweer. 2010 belegte er bei den Nachwuchs-Europameisterschaften in Sankt Petersburg im Omnium Platz zwei.
Bei den UCI-Bahn-Weltmeisterschaften 2011 in Apeldoorn errang Van Hoecke Bronze im Omnium, obwohl er beim Ausscheidungsfahren, einer Teildisziplin dieses Mehrkampfes, zu Fall gekommen war und deutlich sichtbare Gesichtsverletzungen davongetragen hatte. Im Jahr darauf errang er gemeinsam mit Kenny De Ketele den Weltmeistertitel im Zweier-Mannschaftsfahren. Im selben Jahr errang er zwei Medaillen bei den U23-Europameisterschaften: eine silberne mit Jasper De Buyst im Zweier-Mannschaftsfahren sowie eine bronzene in der Mannschaftsverfolgung (mit Joris Cornet, Jasper De Buyst und Moreno De Pauw).
2013 wurde Gijs Van Hoecke mit Kenny De Ketele Dritter der Europameisterschaft im Zweier-Mannschaftsfahren. Im selben Jahr gewannen die beiden Fahrer gemeinsam das Sechstagerennen in Amsterdam.

## Erfolge

### Bahn

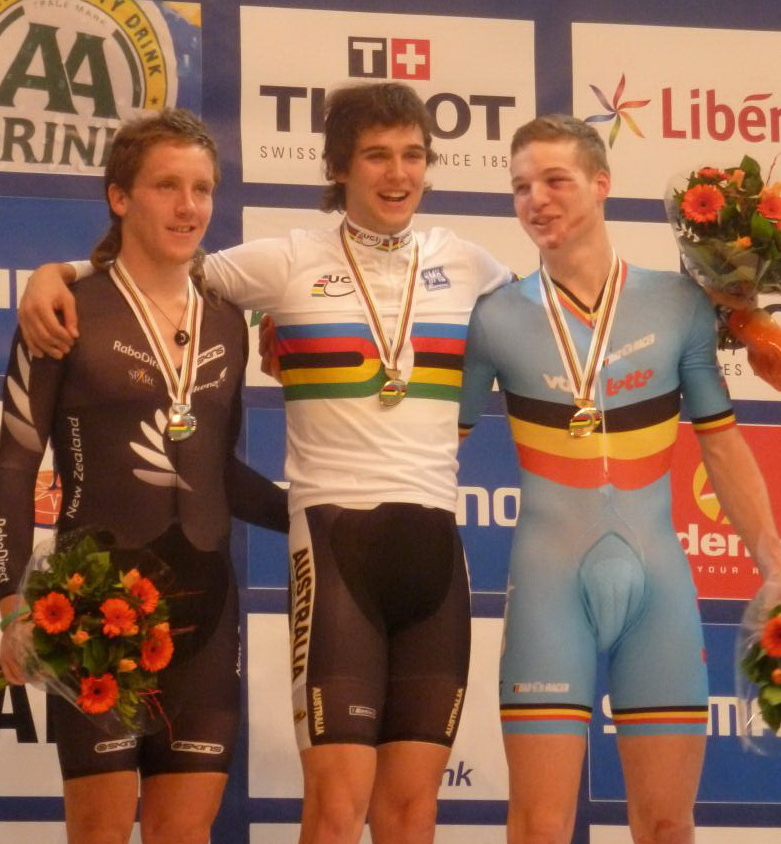
Trotz eines Sturzes gewann Van Hoecke (r.) bei der Bahn-WM 2011 Bronze im Omnium, hinter Michael Freiberg (M.) und Shane Archbold.

2007
- Belgischer Jugend-Meister – Zweier-Mannschaftsfahren (mit Moreno De Pauw)

2008
- Weltmeisterschaft – Madison (Junioren) mit Tosh Van der Sande

2009
- Junioren-Weltmeisterschaft – Madison (mit Jochen Deweer)
- Belgischer Junioren-Meister – Sprint, Omnium, Teamsprint (mit Jorne Carolus und Moreno De Pauw), Mannschaftsverfolgung (mit Jorne Carolus, Niels Van Laer und Jochen Deweer)

2010
- U23-Europameisterschaft – Omnium

2011
- Weltmeisterschaft – Omnium
- Bahnrad-Weltcup in Astana – Scratch
- Belgischer Meister – Mannschaftsverfolgung (mit Ingmar De Poortere, Justin Van Hoecke und Jonathan Dufrasne)

2012
- Weltmeister – Zweier-Mannschaftsfahren (mit Kenny De Ketele)
- U23-Europameisterschaft – Zweier-Mannschaftsfahren (mit Jasper De Buyst)
- U23-Europameisterschaft – Mannschaftsverfolgung (mit Joris Cornet, Jasper De Buyst und Moreno De Pauw)
- Belgischer Meister – Omnium

2013
- Europameisterschaft – Zweier-Mannschaftsfahren (mit Kenny De Ketele)
- Sechstagerennen Amsterdam (mit Kenny De Ketele)

### Straße
2009
- Giro della Toscana (Junioren)

2014
- Internationale Wielertrofee Jong Maar Moedig

2015
- Kämpferischster Fahrer Eneco Tour

## Grand-Tour-Platzierungen
| Grand Tour            | 2018 | 2019 | 2020 | 2021 | 2022 | 2023 | 2024 |
| --------------------- | ---- | ---- | ---- | ---- | ---- | ---- | ---- |
| Giro d’ItaliaGiro     | 122  | –    | –    | –    | –    | –    | –    |
| Tour de FranceTour    | –    | –    | –    | –    | –    | –    | –    |
| Vuelta a EspañaVuelta | –    | –    | –    | –    | –    | –    | –    |